# Xiphosomella deceptor
Xiphosomella deceptor là một loài tò vò trong họ Ichneumonidae.